# Фрауэнфельд, Георг фон
Георг фон Фрауэнфельд (нем. Georg Ritter von Frauenfeld;  1807—1873) — австрийский зоолог и ботаник.

## Биография
Георгу фон Фрауэнфельду принадлежит заслуга составления собрания моллюсков в австрийском Императорском придворном кабинете (ныне — Венский музей естествознания).
В 1851 году он основывает «Зоологическо-ботаническое общество Австрии» (Zoologisch-Botanische Gesellschaft).
В 1857—1859 годах учёный принимает участие в австрийской кругосветной экспедиции Новара, во время которой он проводил научные исследования в различных удалённых частях планеты и привёз в Вену бесценные биологические коллекции.

## Награды
- 1860: Орден Леопольда III класса и посвящение в рыцари,
- 1868: Вице-президент и редактор издания «Общества по распространению нстественнонаучных знаний» (Vereines zur Verbreitung naturwissenschaftlicher Kenntnisse), Вена.

## Сочинения (избранное)
- Über eine neue Fliegengattung: Raymondia, aus der Familie der Coriaceen, nebst Beschreibung zweier Arten derselben, Sammelwerk-Sitzungsber. Akad. Wiss. Wien, Band 18 (1855)
- Die Algen der dalmatinischen Küste, mit 26 großformatigen Farbtafeln, Wien (1855)
- Reise von Shanghai bis Sidney auf der k. k. Fregatte Novara, Sammelwerk-Verhandlungen des Zoologisch-Botanischen Vereins in Wien, Wien, Band IX (1859)
- Notizen, gesammelt während meines Aufenthaltes auf Neuholland, Neuseeland und Taiti, bei der Fahrt Sr. Majestät Fregatte Novara in jenen Gewässern (Vorgetragen in der Sitzung vom 13. Oktober 1859), Sammelwerk-Sitzungsberichte der Mathematisch-Naturwissenschaftlichen Classe der Kaiserlichen Akademie der Wissenschaften, Band 138, Wien (1860)
- Zoologische Miscellen. XI.Sammelwerk-Verhandlungen der Zoologisch-Botanischen Gesellschaft in Wien, Band 17 (1867)
- Über Scenopinus und Platypeza, Sammelwerk-Verhandlungen des Zoologisch-Botanischen Vereins in Wien, Band 14 (1864)
- Eier in einem Australischen Farne, Sammelwerk-Verhandlungen des Zoologisch-Botanischen Vereins in Wien, Band 14 (1864)